# Potamogeton rectifolius
Potamogeton rectifolius är en nateväxtart som beskrevs av A. Benn. Potamogeton rectifolius ingår i släktet natar, och familjen nateväxter. Inga underarter finns listade.